# Castello di Serravalle
Castello di Serravalle este o comună în Provincia Bologna, Italia. În 2011 avea o populație de 4868 de locuitori.

## Demografie
Format:Demografia/Castello di Serravalle